# Саммит G-20 в Сеуле (2010)
Саммит G-20 в Сеуле в 2010 году — пятая встреча глав государств и правительств стран Группы двадцати, посвящённая мировому финансовому кризису, в Сеуле, Южная Корея. Проходил 11—12 ноября 2010 года. Одной из главных тем саммита стала валютная политика США и Китая.
В числе основных вопросов саммита также присутствовали новые правила для мирового банковского сектора, разработанные Базельским комитетом по банковскому надзору Банка международных расчетов, а также реформа МВФ. Помимо этого, на утверждение саммита была вынесена новая концепция роста мировой экономики и социального прогресса, получившая название «Сеульский консенсус». Она была призвана сменить предыдущий эталон развития, который был основан на идеях предельно либерального рынка и известен как «Вашингтонский консенсус». Последний действовал с конца 1980-х годов и распался с наступлением глобального экономического кризиса летом 2007 года.

## Обстановка перед саммитом
По мнению экспертов саммит должен был стать самым проблемным с момента существования Большой двадцатки. На взгляд политика Сергея Зацепилова тому был ряд причин, предшествовавших саммиту: девальвация валют разными странами на Западе и Востоке, довольно острый конфликт между Соединёнными Штатами и Китаем, осуждение Россией некоторых решений Международного валютного фонда.

### Спор о валютных курсах
В преддверии саммита обострился спор по поводу валютных курсов. Германия, Китай и другие страны выступили с критикой по поводу недавних мер, принятых в США с целью стимулирования экономического роста путём вливания дополнительно 600 млрд долларов США в переживающую спад экономику. По словам критиков, вместо того чтобы повысить темпы роста экономики США, эти деньги, скорее всего, перетекут в быстрорастущие страны с формирующимся рынком, что приведет к повышению курсов валют этих стран и повредит экспорту.
Действия США вызвали снижение курса доллара по отношению к некоторым другим валютам, благодаря чему экспортируемые США товары получили ценовое преимущество.
В то же время США и другие страны на протяжении многих лет призывали Китай повысить курс юаня. Критики обвиняли Пекин в поддержании несправедливого торгового преимущества за счет искусственно обесцененного юаня.

### Глобальные дисбалансы экономик
Глобальный экономический порядок после Второй мировой войны был построен на сети международных институтов, таких как Международный валютный фонд, Всемирный банк. Аналитик Ариэль Коэн считал, что ключевыми вопросами, волнующими страны G-20, должны стать высокие уровни национальных бюджетных дефицитов и госдолга, искусственно заниженный обменный курс юаня и глобальные дисбалансы торговли. По его мнению, если лидеры «Большой двадцатки» смогут достигнуть конкретных соглашений по этим вопросам, появятся реальные перспективы для оздоровления мировой экономики. Однако если лидеры G-20 так и не смогут прийти к согласию по этим вопросам, то это грозит усилением протекционизма и торговыми войнами.

## Участники
| Большая индустриальная двадцатка Страна-хозяйка и лидер выделены жирным ширифтом. | Большая индустриальная двадцатка Страна-хозяйка и лидер выделены жирным ширифтом. | Большая индустриальная двадцатка Страна-хозяйка и лидер выделены жирным ширифтом. | Большая индустриальная двадцатка Страна-хозяйка и лидер выделены жирным ширифтом. |
| Член                                                                              | Член                                                                              | Представитель                                                                     | Титул                                                                             |
| --------------------------------------------------------------------------------- | --------------------------------------------------------------------------------- | --------------------------------------------------------------------------------- | --------------------------------------------------------------------------------- |
| Аргентина                                                                         | Аргентина                                                                         | Кристина Фернандес де Киршнер                                                     | Президент Аргентины                                                               |
| Австралия                                                                         | Австралия                                                                         | Джулия Гиллард                                                                    | Премьер-министр Австралии                                                         |
| Бразилия                                                                          | Бразилия                                                                          | Луис Инасиу Лула да Силва                                                         | Президент Бразилии                                                                |
| Канада                                                                            | Канада                                                                            | Стивен Джозеф Харпер                                                              | Премьер-министр Канады                                                            |
| Китай                                                                             | Китай                                                                             | Ху Цзиньтао                                                                       | Председатель Китайской Народной Республики                                        |
| Франция                                                                           | Франция                                                                           | Николя Саркози                                                                    | Президент Франции                                                                 |
| Германия                                                                          | Германия                                                                          | Ангела Меркель                                                                    | Федеральный канцлер Германии                                                      |
| Индия                                                                             | Индия                                                                             | Манмохан Сингх                                                                    | Премьер-министр Индии                                                             |
| Индонезия                                                                         | Индонезия                                                                         | Сусило Бамбанг Юдойоно                                                            | Президент Индонезии                                                               |
| Италия                                                                            | Италия                                                                            | Берлускони, Сильвио                                                               | Премьер-министр Италии                                                            |
| Япония                                                                            | Япония                                                                            | Наото Кан                                                                         | Премьер-министр Японии                                                            |
| Мексика                                                                           | Мексика                                                                           | Фелипе Кальдерон                                                                  | Президент Мексики                                                                 |
| Россия                                                                            | Россия                                                                            | Дмитрий Медведев                                                                  | Президент Российской Федерации                                                    |
| Саудовская Аравия                                                                 | Саудовская Аравия                                                                 | Сауд аль-Фейсал                                                                   | Министр иностранных дел Саудовской Аравии                                         |
| Южно-Африканская Республика                                                       | ЮАР                                                                               | Джейкоб Зума                                                                      | Президент Южно-Африканской Республики                                             |
| Республика Корея                                                                  | Республика Корея                                                                  | Ли Мён Бак                                                                        | Президент Южной Кореи                                                             |
| Турция                                                                            | Турция                                                                            | Реджеп Тайип Эрдоган                                                              | Премьер-министр Турции                                                            |
| Великобритания                                                                    | Великобритания                                                                    | Дэвид Кэмерон                                                                     | Премьер-министр Великобритании                                                    |
| Соединённые Штаты Америки                                                         | Соединённые Штаты Америки                                                         | Обама, Барак                                                                      | Президент США                                                                     |
| Европейский союз                                                                  | Европейская комиссия                                                              | Жозе Мануэл Баррозу                                                               | Председатель Европейской комиссии                                                 |
| Европейский союз                                                                  | Европейский совет                                                                 | Херман Ван Ромпёй                                                                 | Председатель Европейского совета                                                  |
| Приглашенные страны                                                               |                                                                                   |                                                                                   |                                                                                   |
| Страна                                                                            | Страна                                                                            | Представитель                                                                     | Титул                                                                             |
| Сингапур                                                                          | Сингапур                                                                          | Ли Сяньлун                                                                        | Премьер-министр Сингапура                                                         |
| Испания                                                                           | Испания                                                                           | Хосе Луис Родригес Сапатеро                                                       | Премьер-министр Испании                                                           |
| Вьетнам                                                                           | Вьетнам                                                                           | Нгуен Тан Зунг                                                                    | Премьер-министр Вьетнама                                                          |
| Международные организации                                                         |                                                                                   |                                                                                   |                                                                                   |
| Организации                                                                       | Организации                                                                       | Представитель                                                                     | Титул                                                                             |
|                                                                                   | Африканский союз                                                                  | Бингу ва Мутарика                                                                 | Глава Африканского союза                                                          |
|                                                                                   | АСЕАН                                                                             | Сурин Питсуван                                                                    | Генеральный секретарь                                                             |
|                                                                                   | совет по финансовой стабильности                                                  | Марио Драги                                                                       | Глава совета по финансовой стабильности                                           |
|                                                                                   | Международная организация труда                                                   | Хуан Сомавиа                                                                      | Генеральный директор международной организации труда                              |
|                                                                                   | Международный валютный фонд                                                       | Доминик Стросс-Кан                                                                | Управляющий директор                                                              |
|                                                                                   | Новое партнёрство по развитию Африки                                              | Мелес Зенауи                                                                      | Глава                                                                             |
|                                                                                   | Организация экономического сотрудничества и развития                              | Хосе Анхель Гурриа                                                                | Генеральный секретарь                                                             |
| Организация Объединённых Наций                                                    | Организация Объединённых Наций                                                    | Пан Ги Мун                                                                        | Генеральный секретарь ООН                                                         |
|                                                                                   | Группа Всемирного банка                                                           | Роберт Зеллик                                                                     | Президент                                                                         |
|                                                                                   | Всемирная торговая организация                                                    | Паскаль Лами                                                                      | Генеральный директор                                                              |

## Ход саммита

### Программа
- Четверг, 11 ноября 2010 года
  - 18:00 — прибытие участников в Национальный музей Кореи
  - 19:00 — рабочий обед (ужин) в Национальном музее Кореи с обсуждением темы «Глобальная экономика и инфраструктура»
- Пятница, 12 ноября 2010 года
  - 09:00 — открытая пленарная сессия на тему «Глобальная экономика и инфраструктура» (продолжение обсуждения, начатого на рабочем обеде)
  - 10:00 — пленарная сессия «Реформа международных финансовых институтов / Сети глобальной финансовой безопасности»
  - Фотосессия
  - 11:30 — пленарная сессия «Развитие. На пути к Сеульскому консенсусу»
  - 12:40 — рабочий обед на темы «Борьба с протекционизмом в торговле» и «Изменение климата и зеленый рост»
  - 14:15 — пленарная сессия «Реформа финансового регулирования»
  - 14:55 — пленарная сессия «Энергетика, противодействие коррупции и бизнес-саммит G-20 в Сеуле»
  - Пленарная сессия «Декларация саммита „Группы двадцати“ в Сеуле»
  - Итоговая пресс-конференция
  - 18:30 — итоговый обед (ужин) и представление в гостинице «Grand Intercontinental Hotel Seoul»

Встреча началась с острых разногласий по вопросу о том, как уменьшить дисбаланс в мировой торговле, угрожающий глобальному экономическому росту. Лидеры стран-членов «Большой двадцатки» 11 ноября провели рабочий обед в Национальном музее Кореи. Перед началом рабочего обеда президент США Барак Обама на пресс-конференции выразил уверенность в том, что руководители государств «Большой двадцатки» смогут найти рецепт для достижения сбалансированного и устойчивого экономического роста. Но среди членов «Большой двадцатки» сохранились разногласия по проблеме дисбаланса в торговле, ставшего причиной огромного торгового дефицита в импортирующих странах таких, как США, и огромного торгового профицита в странах-экспортёрах, таких как Китай и Германия. Соединённые Штаты хотели, чтобы страны «Большой двадцатки» согласовали введение количественного предельного уровня для торгового профицита крупнейших стран-экспортеров. Организаторы саммита «Большой двадцатки» заявили, что участники переговоров усиленно работали несколько дней над тем, чтобы согласовать окончательный вариант заключительного коммюнике саммита, который должен быть представлен по окончании встречи «Двадцатки» в Сеуле.

### США и Китай
Лидеры США и Китая Барак Обама и Ху Цзиньтао в канун саммита «Большой двадцатки» взяли обязательства вывести взаимоотношения между двумя странами на новый уровень. На саммите состоялась седьмая встреча президентов США и КНР. Несмотря на разгар споров о курсах валют, в кратком выступлении перед встречей оба лидера не упомянули о разногласиях в валютной политике. Обама сказал, что США и Китай достигли значительного прогресса по ряду вопросов и имеют особые обязательства по обеспечению серьёзного, сбалансированного и устойчивого роста. Ху сказал, что Китай готов работать с США над укреплением диалога и сотрудничества и добиваться позитивного, совместного и всеобъемлющего прогресса в двусторонних отношениях.
Пекин ранее в 2010 году заявлял, что позволит юаню укрепиться по отношению к доллару, но американские власти не были этим удовлетворены, настаивая на том, чтобы Китай перешел к обменному курсу, определяемому рынком. Юань вырос менее чем на три процента, по сравнению с 10 % по отношению к другим валютам, включая иену. В письме коллегам по G-20 Барак Обама подчеркнул важность того, чтобы страны с профицитным бюджетом увеличили внутреннее потребление, в то время как страны, испытывающие дефицит, продолжили восстановление хозяйства, пострадавшего от финансового кризиса. Не упоминая конкретно Китай, он подчеркнул, что страны должны воздерживаться от занижения курсов своих валют в конкурентных целях. На пресс-конференции с президентом Южной Кореи Ли Мен Баком Обама вновь подчеркнул, не упоминая Китай, свою обеспокоенность валютными разногласиями: «Если отдельные страны намеренно поддерживают рост своего экспорта за счет других, это может усугубить проблемы вместо того, чтобы решить их».

### США и Южная Корея
Президенты США и Южной Кореи рассчитывали объявить о принятии пересмотренного Соглашения о свободной торговле. Однако их делегациям не удалось преодолеть разногласия по экспорту автомобилей и говядины. Президент Южной Кореи Ли Мен Бак, выступая на пресс-конференции с Бараком Обамой, заявил, что переговорные группы получили распоряжение достичь соглашения как можно скорее. По его словам, переговоры продолжатся после саммита «Большой двадцатки». Барак Обама выразил уверенность в том, что соглашение будет достигнуто в ближайшие несколько недель.

### Россия и Великобритания
В ходе саммита наблюдалось некоторое потепление отношений между Россией и Великобританией. Президент РФ Дмитрий Медведев заявил в Сеуле, что он и британский премьер-министр Дэвид Кэмерон договорились расширять контакты на высшем уровне. Медведев сказал журналистам после встречи с Кэмероном, что пригласил премьера Великобритании в следующем году посетить Россию. Кэмерон в своем ответном слове выразил надежду на то, что сможет осуществить эту поездку.

### Участие Президента России
11 ноября Дмитрий Медведев принял участие в бизнес-саммите «Группы двадцати», где делал доклад на тему развития малого и среднего бизнеса, встретился с Премьер-министром Великобритании Дэвидом Кэмероном, Премьер-министром Австралии Джулией Гиллард и Председателем Китайской Народной Республики Ху Цзиньтао.
12 ноября в ходе саммита Медведев провел несколько отдельных встреч: с Президентом Франции Николя Саркози, канцлером Германии Ангелой Меркель и Премьер-министром Турции Реджепом Тайипом Эрдоганом.
На итоговой пресс-конференции Д. А. Медведев отметил, что скорее всего следующий саммит «Группы двадцати» будет уже посткризисным — в чём глубоко ошибся (см.: Саммит G-20 в Каннах (2011)).

## Результаты
Приняты следующие документы:
- Декларация саммита «Группы двадцати» в Сеуле
- Рамочное соглашение «Группы 20» по обеспечению уверенного, устойчивого и сбалансированного экономического роста
- Сеульский консенсус в области развития для обеспечения всеобщего роста
- Планы действий в области развития, рассчитанные на несколько лет
- Антикоррупционный план действий «Группы двадцати»

Следующая встреча запланирована на ноябрь 2011 года во Франции. На период между саммитами председательство в G-20 перешло к Франции.